# 宮澤ケイト
宮澤 ケイト（みやざわ けいと、1986年2月25日 - ）は、日本の元AV女優。
北海道出身。身長：167cm 、スリーサイズ：B84・W58・H84、Dカップ。

## 略歴
2006年に『新人×ギリギリモザイク 新人ギリギリモザイク』でAVデビュー。
2007年6月に引退。

## 作品

### アダルトビデオ
- 新人×ギリギリモザイク 新人ギリギリモザイク 宮澤ケイト（2006年10月7日、エスワン）
- ギリギリモザイク 6つのコスチュームでパコパコ！宮澤ケイト（2006年11月7日、エスワン）
- ギリギリモザイク 10人連続バコバコFUCK 宮澤ケイト（2006年12月19日、エスワン）
- ギリギリモザイク W痴女バコバコ乱交 宮澤ケイト 美島涼（2007年1月19日、エスワン）共演：美島涼
- ギリギリモザイク 妄想的特殊浴場 本指名 宮澤ケイト（2007年2月19日、エスワン）
- S1ガールズコレクション S級痴女が犯してあげる2（2007年2月19日、エスワン）
- ギリギリモザイク バコバコ乱交24 宮澤ケイト（2007年3月7日、エスワン）
- ギリギリモザイク バコバコ大乱交 W激烈ピストン 宮澤ケイト×西野翔（2007年4月7日、エスワン）共演:西野翔